# Renshaw-Zelle
Die Renshaw-Zellen (auch Renshaw-Interneuronen) wurden nach ihrem Erstbeschreiber, dem US-amerikanischen Neurophysiologen Birdsey Renshaw (1911–1948) benannt. 
Es handelt sich um inhibitorische (hemmende) Interneurone mit dem Transmitter Glycin in den Vorderhörnern der grauen Substanz des Rückenmarks. Sie werden erregend von Kollateralen (Abzweigungen) der Axone von Alpha-Motoneuronen (jene Nervenzellen, die direkt die Muskulatur innervieren) innerviert, sowie von Neuronen, die vom Gehirn aus in das Rückenmark absteigen (projizieren). Ihrerseits üben die Renshaw-Zellen einen hemmenden Einfluss auf das sie innervierende Alpha-Motoneuron aus. Sie üben somit eine negative Rückkopplung aus.
Funktionell sind diese Zellen also an der rückläufigen (rekurrenten) Hemmung eines Alpha-Motoneurons beteiligt. In Abgrenzung zur Eingangshemmung von supraspinalen (d. h. höheren, über dem Rückenmark liegenden) inhibitorischen Einflüssen bezeichnet man die Inhibition durch die Renshaw-Zellen auch als Ausgangshemmung. Diese rückläufige Hemmung dient möglicherweise:
- dem Selbstschutz des Muskels. Je stärker die Innervation des Muskels ist, desto stärker ist auch die inhibitorische Rückkopplung, die für eine Minderung dieser Innervation sorgt.
- der Feinkoordination der distalen (rumpf-fernen) Anteile der Extremitäten, hauptsächlich der Hände. Über die Regulation der Empfindlichkeit der Renshaw-Zellen ist eine Modulation der Kraft möglich. Werden diese Zellen vom Gehirn aus sehr sensibel eingestellt, sind sehr kleine Bewegungen (z. B. Finger) möglich.